# Charles De Ketelaere
Charles Marc S. De Ketelaere (IPA: [ˈtʃɑrlə də ˈketəˌlaːrə]; Bruges, 10 marzo 2001) è un calciatore belga, attaccante dell'Atalanta e della nazionale belga.

## Biografia
Ha frequentato la facoltà di Giurisprudenza dell'Università di Gand.

## Caratteristiche tecniche
Attaccante di piede mancino, dà il meglio di sé come seconda punta. Dotato di ottima tecnica, intelligenza tattica e buon dribbling, risulta efficace sia in fase di costruzione che in fase offensiva.

## Carriera

### Club

#### Club Bruges
Dopo avere inizialmente giocato a tennis, sceglie poi di giocare a calcio grazie al talent scout Birger van de Velde. Cresciuto nel settore giovanile del Club Bruges, ha esordito in prima squadra il 25 settembre 2019, nella partita di Coppa del Belgio vinta per 0-3 contro il Francs Borains. Il 22 ottobre seguente segna, invece, l'esordio in UEFA Champions League, nella sconfitta casalinga subita contro il Paris Saint-Germain. Il 5 febbraio 2020, sempre in Coppa, realizza la sua prima rete da professionista contro lo Zulte Waregem, mentre il 1º marzo segna la sua prima marcatura in Pro League ai danni del Genk. L'annata di debutto si conclude con 25 presenze, 2 reti e la vittoria del campionato.
Nella stagione 2020-2021 viene promosso definitivamente in prima squadra. Il 22 ottobre, nella vittoria esterna contro lo Zenit San Pietroburgo (1-2), sigla la sua prima rete in UEFA Champions League. Grazie ad ottime prestazioni ottiene, con il tempo, il posto da titolare nella formazione del tecnico Philippe Clement: a fine anno colleziona 45 presenze e 6 reti, oltre alla riconquista del campionato.

#### Milan
Il 2 agosto 2022 viene ufficializzato il suo passaggio a titolo definitivo al Milan per una cifra pari a 35 milioni di euro. Debutta il 13 agosto seguente, subentrando a Brahim Diaz al 71', in occasione della partita vinta 4-2 contro l'Udinese. Il 27 agosto, nel match casalingo contro il Bologna, gioca la sua prima partita da titolare, servendo anche l'assist a Rafael Leão per il gol del momentaneo 1-0. La settimana seguente gioca il suo primo derby di Milano contro i rivali dell'Inter, vinto dai rossoneri per 3-2. Complice qualche difficoltà di ambientamento, nelle partite successive il tecnico Stefano Pioli decide di preferirgli Diaz nell'undici titolare. Conclude la stagione al di sotto delle aspettative, totalizzando 40 partite e nessuna rete.

#### Atalanta
Il 16 agosto 2023, dopo un solo anno con la maglia rossonera, De Ketelaere viene ceduto in prestito con diritto di riscatto all'Atalanta, sempre in massima serie. Quattro giorni dopo, alla prima giornata di Serie A, apre le marcature dell'incontro vinto in casa del Sassuolo (0-2). Il 21 settembre seguente, segna anche il suo primo gol in UEFA Europa League, contribuendo al 2-0 finale contro il Raków Częstochowa. Esordisce in Coppa Italia il 3 gennaio 2024, siglando la sua prima doppietta italiana nella sfida degli ottavi vinta per 3-1 contro il Sassuolo. L'11 febbraio seguente, grazie alla rete nella vittoria per 1-4 sul campo del Genoa, raggiunge la doppia cifra di marcature complessive. Nella stessa annata, contribuisce alla vittoria dell'Europa League da parte degli orobici, arrivata in seguito al successo in finale sul Bayer Leverkusen, che ha rappresentato il primo trofeo europeo nella storia del club.
Il 12 giugno 2024, al termine di una stagione conclusa con 14 gol e 11 assist in 50 partite fra tutte le competizioni, De Ketelaere viene riscattato dal club bergamasco, per una cifra stimata intorno ai 22 milioni di euro (da sommarsi ai tre dell'iniziale prestito oneroso), più un 10% di una futura rivendita a favore del Milan. Il 26 novembre segna le sue prime reti in UEFA Champions League, siglando una doppietta nel successo per 6-1 in casa dello Young Boys: in tale partita è anche autore di tre assist.

### Nazionale
Dopo aver rappresentato il Belgio in tutte le nazionali giovanili (dall'U-16 all'U-21), nel novembre 2020 viene convocato per la prima volta in nazionale maggiore, esordendo durante l'amichevole vinta 2-1 contro la Svizzera.
Il 10 ottobre 2021, realizza il suo primo gol con il Belgio, nella finale per il 3º posto della UEFA Nations League persa 2-1 contro l'Italia.
Nel novembre del 2022 viene incluso dal CT Roberto Martínez nella rosa belga partecipante al campionato mondiale in Qatar, manifestazione in cui scende in campo in una sola occasione.

## Statistiche

### Presenze e reti nei club
Statistiche aggiornate al 4 maggio 2025.
| Stagione           | Squadra            | Campionato         | Campionato | Campionato | Coppe nazionali | Coppe nazionali | Coppe nazionali | Coppe continentali | Coppe continentali | Coppe continentali | Altre coppe | Altre coppe | Altre coppe | Totale | Totale |
| Stagione           | Squadra            | Comp               | Pres       | Reti       | Comp            | Pres            | Reti            | Comp               | Pres               | Reti               | Comp        | Pres        | Reti        | Pres   | Reti   |
| ------------------ | ------------------ | ------------------ | ---------- | ---------- | --------------- | --------------- | --------------- | ------------------ | ------------------ | ------------------ | ----------- | ----------- | ----------- | ------ | ------ |
| 2019-2020          | Club Bruges        | D1                 | 13         | 1          | CB              | 6               | 1               | UCL+UEL            | 4+2                | 0                  | -           | -           | -           | 25     | 2      |
| 2020-2021          | Club Bruges        | D1                 | 32+6       | 3+0        | CB              | 1               | 0               | UCL+UEL            | 6+1                | 2+0                | -           | -           | -           | 46     | 5      |
| 2021-2022          | Club Bruges        | D1                 | 33+6       | 14+0       | CB              | 3               | 4               | UCL                | 6                  | 0                  | SB          | 1           | 0           | 49     | 18     |
| Totale Club Bruges | Totale Club Bruges | Totale Club Bruges | 90         | 18         |                 | 10              | 5               |                    | 19                 | 2                  |             | 1           | 0           | 120    | 25     |
| 2022-2023          | Milan              | A                  | 32         | 0          | CI              | 1               | 0               | UCL                | 6                  | 0                  | SI          | 1           | 0           | 40     | 0      |
| 2023-2024          | Atalanta           | A                  | 35         | 10         | CI              | 4               | 2               | UEL                | 11                 | 2                  | -           | -           | -           | 50     | 14     |
| 2024-2025          | Atalanta           | A                  | 33         | 7          | CI              | 2               | 2               | UCL                | 10                 | 4                  | SI+SU       | 1+1         | 0           | 47     | 13     |
| Totale Atalanta    | Totale Atalanta    | Totale Atalanta    | 68         | 17         |                 | 6               | 4               |                    | 21                 | 6                  |             | 2           | 0           | 97     | 27     |
| Totale carriera    | Totale carriera    | Totale carriera    | 190        | 35         |                 | 17              | 9               |                    | 46                 | 8                  |             | 4           | 0           | 257    | 52     |

### Cronologia presenze e reti in nazionale
| Cronologia completa delle presenze e delle reti in nazionale ― Belgio | Cronologia completa delle presenze e delle reti in nazionale ― Belgio | Cronologia completa delle presenze e delle reti in nazionale ― Belgio | Cronologia completa delle presenze e delle reti in nazionale ― Belgio | Cronologia completa delle presenze e delle reti in nazionale ― Belgio | Cronologia completa delle presenze e delle reti in nazionale ― Belgio | Cronologia completa delle presenze e delle reti in nazionale ― Belgio | Cronologia completa delle presenze e delle reti in nazionale ― Belgio |
| Data                                                                  | Città                                                                 | In casa                                                               | Risultato                                                             | Ospiti                                                                | Competizione                                                          | Reti                                                                  | Note                                                                  |
| --------------------------------------------------------------------- | --------------------------------------------------------------------- | --------------------------------------------------------------------- | --------------------------------------------------------------------- | --------------------------------------------------------------------- | --------------------------------------------------------------------- | --------------------------------------------------------------------- | --------------------------------------------------------------------- |
| 11-11-2020                                                            | Lovanio                                                               | Belgio                                                                | 2 – 1                                                                 | Svizzera                                                              | Amichevole                                                            | -                                                                     | 90+1’                                                                 |
| 10-10-2021                                                            | Torino                                                                | Italia                                                                | 2 – 1                                                                 | Belgio                                                                | UEFA Nations League 2020-2021 - Finale 3º posto                       | 1                                                                     | 59’                                                                   |
| 13-11-2021                                                            | Bruxelles                                                             | Belgio                                                                | 3 – 1                                                                 | Estonia                                                               | Qual. Mondiali 2022                                                   | -                                                                     | 83’                                                                   |
| 16-11-2021                                                            | Cardiff                                                               | Galles                                                                | 1 – 1                                                                 | Belgio                                                                | Qual. Mondiali 2022                                                   | -                                                                     | 58’                                                                   |
| 26-3-2022                                                             | Dublino                                                               | Irlanda                                                               | 2 – 2                                                                 | Belgio                                                                | Amichevole                                                            | -                                                                     | 75’                                                                   |
| 29-3-2022                                                             | Bruxelles                                                             | Belgio                                                                | 3 – 0                                                                 | Burkina Faso                                                          | Amichevole                                                            | -                                                                     | 53’                                                                   |
| 8-6-2022                                                              | Bruxelles                                                             | Belgio                                                                | 6 – 1                                                                 | Polonia                                                               | UEFA Nations League 2022-2023 - 1º turno                              | -                                                                     | 75’                                                                   |
| 14-6-2022                                                             | Varsavia                                                              | Polonia                                                               | 0 – 1                                                                 | Belgio                                                                | UEFA Nations League 2022-2023 - 1º turno                              | -                                                                     | 80’                                                                   |
| 22-9-2022                                                             | Bruxelles                                                             | Belgio                                                                | 2 – 1                                                                 | Galles                                                                | UEFA Nations League 2022-2023 - 1º turno                              | -                                                                     | 90+2’                                                                 |
| 25-9-2022                                                             | Amsterdam                                                             | Paesi Bassi                                                           | 1 – 0                                                                 | Belgio                                                                | UEFA Nations League 2022-2023 - 1º turno                              | -                                                                     | 46’                                                                   |
| 27-11-2022                                                            | Doha                                                                  | Belgio                                                                | 0 – 2                                                                 | Marocco                                                               | Mondiali 2022 - 1º turno                                              | -                                                                     | 75’                                                                   |
| 28-3-2023                                                             | Colonia                                                               | Germania                                                              | 2 – 3                                                                 | Belgio                                                                | Amichevole                                                            | -                                                                     | 68’                                                                   |
| 12-9-2023                                                             | Bruxelles                                                             | Belgio                                                                | 5 – 0                                                                 | Estonia                                                               | Qual. Euro 2024                                                       | 1                                                                     | 66’ 70’                                                               |
| 16-10-2023                                                            | Bruxelles                                                             | Belgio                                                                | 1 – 1                                                                 | Svezia                                                                | Qual. Euro 2024                                                       | -                                                                     |                                                                       |
| 8-6-2024                                                              | Bruxelles                                                             | Belgio                                                                | 3 – 0                                                                 | Lussemburgo                                                           | Amichevole                                                            | -                                                                     | 73’                                                                   |
| 1-7-2024                                                              | Düsseldorf                                                            | Francia                                                               | 1 – 0                                                                 | Belgio                                                                | Euro 2024 - Ottavi di finale                                          | -                                                                     | 88’                                                                   |
| 6-9-2024                                                              | Debrecen                                                              | Belgio                                                                | 3 – 1                                                                 | Israele                                                               | UEFA Nations League 2024-2025 - 1º turno                              | -                                                                     | 64’                                                                   |
| 9-9-2024                                                              | Lione                                                                 | Francia                                                               | 2 – 0                                                                 | Belgio                                                                | UEFA Nations League 2024-2025 - 1º turno                              | -                                                                     | 69’                                                                   |
| 10-10-2024                                                            | Roma                                                                  | Italia                                                                | 2 – 2                                                                 | Belgio                                                                | UEFA Nations League 2024-2025 - 1º turno                              | -                                                                     | 68’                                                                   |
| 14-10-2024                                                            | Bruxelles                                                             | Belgio                                                                | 1 – 2                                                                 | Francia                                                               | UEFA Nations League 2024-2025 - 1º turno                              | -                                                                     | 56’ 81’                                                               |
| 20-3-2025                                                             | Murcia                                                                | Ucraina                                                               | 3 – 1                                                                 | Belgio                                                                | UEFA Nations League 2024-2025 - Play-off                              | -                                                                     | 70’                                                                   |
| Totale                                                                |                                                                       | Presenze                                                              | 21                                                                    |                                                                       | Reti                                                                  | 2                                                                     |                                                                       |

| Cronologia completa delle presenze e delle reti in nazionale ― Belgio under 21 | Cronologia completa delle presenze e delle reti in nazionale ― Belgio under 21 | Cronologia completa delle presenze e delle reti in nazionale ― Belgio under 21 | Cronologia completa delle presenze e delle reti in nazionale ― Belgio under 21 | Cronologia completa delle presenze e delle reti in nazionale ― Belgio under 21 | Cronologia completa delle presenze e delle reti in nazionale ― Belgio under 21 | Cronologia completa delle presenze e delle reti in nazionale ― Belgio under 21 | Cronologia completa delle presenze e delle reti in nazionale ― Belgio under 21 |
| Data                                                                           | Città                                                                          | In casa                                                                        | Risultato                                                                      | Ospiti                                                                         | Competizione                                                                   | Reti                                                                           | Note                                                                           |
| ------------------------------------------------------------------------------ | ------------------------------------------------------------------------------ | ------------------------------------------------------------------------------ | ------------------------------------------------------------------------------ | ------------------------------------------------------------------------------ | ------------------------------------------------------------------------------ | ------------------------------------------------------------------------------ | ------------------------------------------------------------------------------ |
| 8-9-2020                                                                       | Oud-Heverlee                                                                   | Belgio under 21                                                                | 4 – 1                                                                          | Germania under 21                                                              | Qual. Europeo Under-21 2021                                                    | 1                                                                              |                                                                                |
| 9-10-2020                                                                      | Oud-Heverlee                                                                   | Belgio under 21                                                                | 5 – 0                                                                          | Galles under 21                                                                | Qual. Europeo Under-21 2021                                                    | -                                                                              | 70’                                                                            |
| 13-10-2020                                                                     | Tiraspol                                                                       | Moldavia under 21                                                              | 1 – 0                                                                          | Belgio under 21                                                                | Qual. Europeo Under-21 2021                                                    | -                                                                              | 87’                                                                            |
| 17-11-2020                                                                     | Sarajevo                                                                       | Bosnia ed Erzegovina under 21                                                  | 3 – 2                                                                          | Belgio under 21                                                                | Qual. Europeo Under-21 2021                                                    | -                                                                              |                                                                                |
| 4-6-2021                                                                       | Aktobe                                                                         | Kazakistan under 21                                                            | 1 – 3                                                                          | Belgio under 21                                                                | Qual. Europeo Under-21 2023                                                    | -                                                                              |                                                                                |
| 3-9-2021                                                                       | Bursa                                                                          | Turchia under 21                                                               | 0 – 3                                                                          | Belgio under 21                                                                | Qual. Europeo Under-21 2023                                                    | -                                                                              | 87’                                                                            |
| 15-6-2023                                                                      | ??                                                                             | Israele under 21                                                               | 0 – 2                                                                          | Belgio under 21                                                                | Amichevole                                                                     | -                                                                              | Cap. 46’                                                                       |
| 21-6-2023                                                                      | Tbilisi                                                                        | Belgio under 21                                                                | 0 – 0                                                                          | Paesi Bassi under 21                                                           | Europeo Under-21 2023 - 1º turno                                               | -                                                                              | Cap.                                                                           |
| 24-6-2023                                                                      | Tbilisi                                                                        | Georgia under 21                                                               | 2 – 2                                                                          | Belgio under 21                                                                | Europeo Under-21 2023 - 1º turno                                               | -                                                                              |                                                                                |
| 27-6-2023                                                                      | Tbilisi                                                                        | Portogallo under 21                                                            | 2 – 1                                                                          | Belgio under 21                                                                | Europeo Under-21 2023 - 1º turno                                               | -                                                                              |                                                                                |
| Totale                                                                         |                                                                                | Presenze                                                                       | 10                                                                             |                                                                                | Reti                                                                           | 1                                                                              |                                                                                |

## Palmarès

### Club

#### Competizioni nazionali
- Campionato belga: 3

Club Bruges: 2019-2020, 2020-2021, 2021-2022
- Supercoppa del Belgio: 2

Club Bruges: 2021, 2022

#### Competizioni internazionali
- UEFA Europa League: 1

Atalanta: 2023-2024